# Roberto Caremi
Roberto Caremi (Barzanò, 12 giugno 1949) è un ex calciatore italiano, di ruolo centrocampista.

## Carriera
Ha disputato sei campionati di Serie B con la maglie di Monza e Mantova  totalizzando complessivamente fra i cadetti 147 presenze e 3 reti.